# Prunum albertoangelai
Prunum albertoangelai là một loài ốc biển, là động vật thân mềm chân bụng sống ở biển trong họ Marginellidae, họ ốc mép.

## Miêu tả
Vỏ của một vài mm có một kênh siphonal phát triển tốt thông qua đó nước được hút vào khoang palleale. Tại các cơ sở của siphon nằm ở các cơ quan khứu giác (osphradium), được thành lập bởi một loạt các thụ thể đối xứng mà mở rộng từ một trục trung tâm

## Phân bố
Loài này phân bố ở vùng biển Caribê ngoài khơi bờ biển Colombia